# Tubusuctu
Tubusuctu o Tubusuptu también conocida como Colonia Iulia Augusta Legionis VII, fue una colonia romana fundada por Augusto para veteranos militares y conocida por su aceite de oliva.

## Descripción
La ciudad estaba ubicada cerca de El Kseur, Argelia y floreció entre el 330 a . C. y el 640 d . C.
La ciudad se encuentra en un valle en la margen izquierda del Soummam, ocupando una eminencia y la llanura que lo recorre en S y E, donde todavía hay vestigios de murallas. Las ruinas han sufrido por el cultivo de la región. Al S de la eminencia se encuentran importantes baños, de 50 m cuadrados en planta. Al N, en el centro de las ruinas, y al E se encuentran los restos de inmensas cisternas. Las cisternas N, alimentadas por un acueducto proveniente del O, miden 35,5 x 77 my están formadas por 15 piletas conectadas; las bóvedas eran de sección semicircular y había contrafuertes interiores y exteriores. Las ruinas de la cisterna E, alimentadas por un acueducto que parte del S, cruzando el río por un puente ahora desaparecido, son confusas y desarticuladas. No todas las obras hidráulicas importantes parecen ser contemporáneas; parece que la importancia militar del sitio, en una región donde hubo numerosas revueltas en los s. III y IV, justificó estas creaciones.

## Arqueología
Tubusuptu, ubicada en el fértil valle del río Soummam, al sur del puerto de Saldae, estaba poblada por los soldados romanos de la Legio VII Claudia. Los veteranos romanos de la Legión VII se fusionaron con la población del valle del río Soummam.
El aceite de oliva de la región era muy popular y las tinajas de Tiklat se encontraron en todo el Imperio Romano, lo que demuestra su importancia comercial al comienzo de la era cristiana.
Hoy todavía quedan vestigios. Hay un acueducto y también baños termales bien conservados. Un mosaico casi intacto también está presente en el sitio.
El distrito arqueológico de Bugía tiene previsto realizar trabajos para preservar el sitio y evitar su degradación. El arqueólogo francés Jean-Pierre Laporte hizo un estudio de estas ruinas en la década de 1960.
Varias inscripciones sobreviven en las ruinas.

## Historia
La ciudad está atestiguada en obras de Plinio; Claudio Ptolomeo y Amiano Marcelino. La ciudad también aparece en la Cosmografía de Ravena y en escritos de Julio Honorio, pero falta en el Itinerario de Antonino.
A finales del período romano se convirtió en el centro de un distrito militar.

## Obispado
La ciudad fue un centro para el cristianismo primitivo con obispos de la ciudad registrados en 411 y en 484.
El obispado sobrevive hoy como sede titular de la Iglesia católica.